# Karolin Braunsberger-Reinhold
Karolin Braunsberger-Reinhold (* 3. November 1986 in Wolfen) ist eine deutsche Politikerin (CDU). Von 2021 bis 2024 war sie als einzige Vertreterin der CDU Sachsen-Anhalt Mitglied im Europäischen Parlament.

## Leben und Wirken
Karolin Braunsberger-Reinhold ist in Sachsen-Anhalt aufgewachsen. Von 1999 bis 2006 besuchte sie die Europaschule Gommern und bestand dort das Abitur. Anschließend absolvierte sie eine Ausbildung zur Steuerfachangestellten. Von 2011 bis 2015 studierte sie an der Otto-von-Guericke-Universität Magdeburg Bildungswissenschaften mit dem Schwerpunkt Berufsbildung und schloss das Studium mit dem Bachelor of Arts ab. In ihrem Master (M.Sc.) an der Otto-von-Guericke-Universität Magdeburg in „Betrieblicher Berufsbildung und Berufsbildungsmanagement“ spezialisierte sie sich auf „Organisations- und Personalentwicklung“.
Karolin Braunsberger-Reinhold war von 2016 bis 2017 als Assistentin der Geschäftsführung beim Landesverband Sachsen-Anhalt des Wirtschaftsrats Deutschland tätig. Von 2018 bis 2021 arbeitete sie als Büroleiterin des Bürgermeisters der Gemeinde Barleben. Am 7. Oktober 2021 rückte sie für Sven Schulze ins Europäische Parlament nach.
Karolin Braunsberger-Reinhold ist verheiratet und hat ein Kind. Sie lebt mit ihrer Familie im Jerichower Land in Sachsen-Anhalt.

## Politische Laufbahn
Karolin Braunsberger-Reinhold trat 2014 der Jungen Union bei und war bis 2021 aktives Mitglied. Während ihrer Mitgliedschaft in der Jungen Union war sie unter anderem Kreisvorsitzende der Jungen Union Börde. Seit 2015 ist sie daneben auch Mitglied des Wirtschaftsrats der CDU e.V. des Landesverbands Sachsen-Anhalt. Im Jahr 2017 ist sie der CDU beigetreten. Von 2017 bis 2019 war sie Vorstandsmitglied der CDU Biederitz und von 2018 bis 2020 Vorstandsmitglied der CDU Haldensleben. Ab 2019 übernahm Karolin Braunsberger-Reinhold den stellvertretenden Vorsitz der CDU Biederitz. Während des Zeitraums 2019 bis 2021 war Karolin Braunsberger-Reinhold Mitglied des Landesfachausschuss Digitales in Sachsen-Anhalt. 2019 wurde sie Mitglied des Bundesfachausschusses für Europapolitik. Karolin Braunsberger-Reinhold ist auch Mitglied der Frauen Union und seit 2019 die stellvertretende Vorsitzende im Landesverband Sachsen-Anhalt. Als kooptiertes Mitglied ist sie seit 2021 im Landesvorstand der JU Sachsen-Anhalt sowie im Landesvorstand der CDU aktiv.
Im März 2023 wurden aus einem vertraulichen Bericht des Untersuchungsausschusses des Europaparlaments Vorwürfe laut, dass Braunsberger-Reinhold im Rahmen einer Weinmeile im Juni 2022 sowohl einen ihrer Mitarbeiter als auch eine ihrer Mitarbeiterinnen sexuell belästigt haben soll. Braunsberger-Reinhold wies die Vorwürfe zurück. Der Landesvorstand der CDU Sachsen-Anhalt hat sich aufgrund mangelnder Entkräftung der Vorwürfe dazu entschlossen, Braunsberger-Reinhold nicht erneut als Kandidatin für die nächste Europawahl 2024 zu nominieren. Sie schied mit Ende der Legislaturperiode am 15. Juli 2024 aus dem Parlament aus.

### Tätigkeit im Europaparlament
Karolin Braunsberger-Reinhold rückte im Oktober 2021 für Sven Schulze ins Europäische Parlament nach. Schulze wechselte als Minister für Wirtschaft, Tourismus, Landwirtschaft und Forst in die Landesregierung Sachsen-Anhalts. In ihrer Funktion als Europaabgeordnete repräsentierte sie, als einzige aus der CDU, Sachsen-Anhalt im Europäischen Parlament in Brüssel und in Straßburg und gehörte als CDU-Abgeordnete der Fraktion der Europäischen Volkspartei (EVP) an. Karolin Braunsberger-Reinhold war Mitglied im Ausschuss für Verkehr und Tourismus sowie stellvertretendes Mitglied im Ausschuss für regionale Entwicklung und im Petitionsausschuss.
Braunsberger-Reinhold war Mitglied der Delegation für die Beziehungen zur Volksrepublik China und Mitglied der Delegation für die Beziehung zu den Ländern Südostasiens und dem Verband Südostasiatischer Nationen. Nach der Europawahl 2024 schied sie aus dem Europaparlament aus.

### Ehrenamt
Von 2012 bis 2017 engagierte sich Karolin Braunsberger-Reinhold als Gruppenkoordinatorin bei ArbeiterKind.de, einer ehrenamtlichen Einrichtung zur Förderung des Hochschulstudiums von Nicht-Akademikerkindern. Neben ihrem politischen Engagement ist sie Vorsitzende des Vereins Pro Polizei LSA e.V. und Mitglied im Reservistenverband. Sie engagiert sich zudem bei dem OK-Live Ensemble Wolmirstedt-Barleben.
Seit 2019 ist Karolin Braunsberger-Reinhold im Vorstand des Wirtschaftsrates der Sektion Magdeburg. Des Weiteren ist sie Mitglied in der Gewerkschaft der Polizei sowie im Bund Deutscher Kriminalbeamter.